# Quần vợt tại Thế vận hội Mùa hè 2024 – Đôi nữ
Nội dung đôi nữ quần vợt tại Thế vận hội Mùa hè 2024 diễn ra từ ngày 27 tháng 7 đến ngày 4 tháng 8 năm 2024 tại Stade Roland Garros, ở Paris, Pháp. Có tổng cộng 64 tay vợt (32 đội) từ 21 quốc gia tham gia tranh tài.
Sara Errani và Jasmine Paolini của Ý giành huy chương vàng, đánh bại Mirra Andreeva và Diana Shnaider của Đoàn thể thao trung lập trong trận chung kết, 2–6, 6–1, [10–7]. Đây là huy chương vàng Thế vận hội đầu tiên của Ý ở môn quần vợt, và Errani đã hoàn thành Slam Vàng sự nghiệp (trở thành tay vợt nữ thứ bảy làm được điều này, sau chị em Williams, Pam Shriver, Gigi Fernández, Barbora Krejčíková, và Kateřina Siniaková) và trở thành tay vợt cao tuổi nhất giành huy chương vàng môn quần vợt ở Thế vận hội. Trong trận tranh huy chương đồng, Cristina Bucșa và Sara Sorribes Tormo của Tây Ban Nha đánh bại Karolína Muchová và Linda Nosková của Cộng hòa Séc, 6–2, 6–2. Đây là huy chương Thế vận hội đầu tiên của Tây Ban Nha ở quần vợt nữ kể từ năm 2008.
Krejčíková và Siniaková là đương kim vô địch, nhưng thua ở vòng tứ kết trước Andreeva và Shnaider. Andreeva trở thành tay vợt trẻ thứ hai giành một huy chương Thế vận hội ở môn quần vợt ở tuổi 17, 3 tháng và 6 ngày (sau Jennifer Capriati, người giành huy chương vàng Thế vận hội ở nội dung đơn nữ vào năm 1992 ở tuổi 16 và 132 ngày).

## Vòng loại
Mỗi Ủy ban Olympic quốc gia (NOC) có thể chọn tối đa hai đội tham dự. Vòng loại cho nội dung đôi nữ chủ yếu dựa vào bảng xếp hạng WTA. Có 32 suất hạn ngạch cho đôi nữ.

## Thể thức thi đấu
Nội dung thi đấu theo thể thức đấu loại trực tiếp với một trận tranh huy chương đồng. Các trận đấu diễn ra theo thể thức đánh ba thắng hai. Loạt tiebreak (7 điểm) được áp dụng ở hai set đầu khi tỷ số là 6–6, trong khi ở set ba sẽ áp dụng loạt tiebreak (10 điểm).

## Lịch thi đấu
Nội dung diễn ra trong 9 ngày, từ Thứ Bảy ngày 27 tháng 7 đến Chủ Nhật ngày 4 tháng 8.
| V64 | Vòng 1/64 | V32 | Vòng 1/32 | V16 | Vòng 1/16 | ¼ | Tứ kết | ½ | Bán kết | HCĐ | Tranh huy chương đồng | CK | Chung kết |

| 27 tháng 7 | 28 tháng 7 | 29 tháng 7 | 30 tháng 7 | 31 tháng 7 | 1 tháng 8 | 2 tháng 8 | 2 tháng 8 | 3 tháng 8 | 4 tháng 8 | 4 tháng 8 |
| ---------- | ---------- | ---------- | ---------- | ---------- | --------- | --------- | --------- | --------- | --------- | --------- |
| V32        | V32        | V16        | V16        | ¼          | ½         |           |           |           | HCĐ       | CK        |

## Hạt giống
Các hạt giống được công bố vào ngày 23 tháng 7 năm 2024.
01.    Coco Gauff (USA) /  Jessica Pegula (USA) (Vòng 2)
02.    Barbora Krejčíková (CZE) /  Kateřina Siniaková (CZE) (Tứ kết)
03.    Sara Errani (ITA) /  Jasmine Paolini (ITA) (Vô địch, huy chương vàng)
04.    Danielle Collins (USA) /  Desirae Krawczyk (USA) (Vòng 2)
05.    Gabriela Dabrowski (CAN) /  Leylah Fernandez (CAN) (Vòng 2)
06.    Beatriz Haddad Maia (BRA) /  Luisa Stefani (BRA) (Vòng 2)
07.    Marta Kostyuk (UKR) /  Dayana Yastremska (UKR) (Vòng 2, rút lui)
08.    Cristina Bucșa (ESP) /  Sara Sorribes Tormo (ESP) (Bán kết, huy chương đồng)

## Kết quả
Lễ bốc thăm được diễn ra vào ngày 25 tháng 7 năm 2024.

### Từ viết tắt
| - Q = Vòng loại - WC = Đặc cách - LL = Thua cuộc may mắn - Alt = Thay thế - SE = Miễn đặc biệt | - PR = Bảo toàn thứ hạng - w/o = Thắng nhờ đối thủ rút lui trước trận đấu - r = Bỏ cuộc giữa trận đấu - d = Bị xử thua - SR = Xếp hạng đặc biệt |

| Chú thích biểu tượng quốc kỳ | Danh sách các quốc kỳ |

### Chung kết
|  | Bán kết | Bán kết                                          | Bán kết | Bán kết                                     | Bán kết |   |                                           | Chung kết             | Chung kết                                        | Chung kết             | Chung kết             | Chung kết             |  |
|  |         |                                                  |         |                                             |         |   |                                           |                       |                                                  |                       |                       |                       |  |
|  |         | Karolína Muchová (CZE) · Linda Nosková (CZE)     | 3       | 2                                           |         |   |                                           |                       |                                                  |                       |                       |                       |  |
|  |         | Karolína Muchová (CZE) · Linda Nosková (CZE)     | 3       | 2                                           |         |   |                                           |                       |                                                  |                       |                       |                       |  |
|  | 3       | Sara Errani (ITA) · Jasmine Paolini (ITA)        | 6       | 6                                           |         |   |                                           |                       |                                                  |                       |                       |                       |  |
|  | 3       | Sara Errani (ITA) · Jasmine Paolini (ITA)        | 6       | 6                                           |         | 3 | Sara Errani (ITA) · Jasmine Paolini (ITA) | 2                     | 6                                                | [10]                  |                       |                       |  |
|  |         |                                                  |         |                                             |         | 3 | Sara Errani (ITA) · Jasmine Paolini (ITA) | 2                     | 6                                                | [10]                  |                       |                       |  |
|  |         |                                                  |         | Mirra Andreeva (AIN) · Diana Shnaider (AIN) | 6       | 1 | [7]                                       |                       |                                                  |                       |                       |                       |  |
|  | 8       | Cristina Bucșa (ESP) · Sara Sorribes Tormo (ESP) | 1       | Mirra Andreeva (AIN) · Diana Shnaider (AIN) | 6       | 1 | [7]                                       | 2                     |                                                  |                       |                       |                       |  |
|  | 8       | Cristina Bucșa (ESP) · Sara Sorribes Tormo (ESP) | 1       |                                             |         |   |                                           | 2                     |                                                  |                       |                       |                       |  |
|  |         | Mirra Andreeva (AIN) · Diana Shnaider (AIN)      | 6       | 6                                           |         |   |                                           | Tranh huy chương đồng | Tranh huy chương đồng                            | Tranh huy chương đồng | Tranh huy chương đồng | Tranh huy chương đồng |  |
|  |         | Mirra Andreeva (AIN) · Diana Shnaider (AIN)      | 6       | 6                                           |         |   |                                           |                       |                                                  |                       |                       |                       |  |
|  |         |                                                  |         |                                             |         |   |                                           |                       |                                                  |                       |                       |                       |  |
|  |         |                                                  |         |                                             |         |   |                                           |                       | Karolína Muchová (CZE) · Linda Nosková (CZE)     | 2                     | 2                     |                       |  |
|  |         |                                                  |         |                                             |         |   |                                           |                       | Karolína Muchová (CZE) · Linda Nosková (CZE)     | 2                     | 2                     |                       |  |
|  |         |                                                  |         |                                             |         |   |                                           | 8                     | Cristina Bucșa (ESP) · Sara Sorribes Tormo (ESP) | 6                     | 6                     |                       |  |

### Nửa trên
|  | Vòng 1 | Vòng 1                                | Vòng 1 | Vòng 1 | Vòng 1 |  |  | Vòng 2 | Vòng 2                                | Vòng 2 | Vòng 2                           | Vòng 2 |   |      | Tứ kết | Tứ kết                            | Tứ kết | Tứ kết                           | Tứ kết |   |  | Bán kết | Bán kết | Bán kết | Bán kết | Bán kết |  |
|  |        |                                       |        |        |        |  |  |        |                                       |        |                                  |        |   |      |        |                                   |        |                                  |        |   |  |         |         |         |         |         |  |
|  | 1      | C Gauff (USA) · J Pegula (USA)        | 6      | 6      |        |  |  |        |                                       |        |                                  |        |   |      |        |                                   |        |                                  |        |   |  |         |         |         |         |         |  |
|  |        | E Perez (AUS) · D Saville (AUS)       | 3      | 1      |        |  |  | 1      | C Gauff (USA) · J Pegula (USA)        | 6      | 4                                | [5]    |   |      |        |                                   |        |                                  |        |   |  |         |         |         |         |         |  |
|  | PR     | E Alexandrova (AIN) · E Vesnina (AIN) | 6      | 65     | [6]    |  |  |        | K Muchová (CZE) · L Nosková (CZE)     | 2      | 6                                | [10]   |   |      |        |                                   |        |                                  |        |   |  |         |         |         |         |         |  |
|  |        | K Muchová (CZE) · L Nosková (CZE)     | 2      | 7      | [10]   |  |  |        |                                       |        |                                  |        |   |      |        | K Muchová (CZE) · L Nosková (CZE) | 1      | 6                                | [14]   |   |  |         |         |         |         |         |  |
|  | PR     | I-C Begu (ROU) · M Niculescu (ROU)    | 62     | 5      |        |  |  |        |                                       |        | S-w Hsieh (TPE) · C-y Tsao (TPE) | 6      | 4 | [12] |        |                                   |        |                                  |        |   |  |         |         |         |         |         |  |
|  |        | S-w Hsieh (TPE) · C-y Tsao (TPE)      | 7      | 7      |        |  |  |        | S-w Hsieh (TPE) · C-y Tsao (TPE)      | w/o    |                                  |        |   |      |        |                                   |        |                                  |        |   |  |         |         |         |         |         |  |
|  | PR     | M Linette (POL) · A Rosolska (POL)    | 4      | 1      |        |  |  | 7      | M Kostyuk (UKR) · D Yastremska (UKR)  |        |                                  |        |   |      |        |                                   |        |                                  |        |   |  |         |         |         |         |         |  |
|  | 7      | M Kostyuk (UKR) · D Yastremska (UKR)  | 6      | 6      |        |  |  |        |                                       |        |                                  |        |   |      |        | K Muchová (CZE) · L Nosková (CZE) | 3      | 2                                |        |   |  |         |         |         |         |         |  |
|  | 3      | S Errani (ITA) · J Paolini (ITA)      | 6      | 6      |        |  |  |        |                                       |        |                                  |        |   |      |        |                                   | 3      | S Errani (ITA) · J Paolini (ITA) | 6      | 6 |  |         |         |         |         |         |  |
|  |        | E Routliffe (NZL) · L Sun (NZL)       | 2      | 3      |        |  |  | 3      | S Errani (ITA) · J Paolini (ITA)      | 5      | 6                                | [10]   |   |      |        |                                   |        |                                  |        |   |  |         |         |         |         |         |  |
|  |        | A Rus (NED) · D Schuurs (NED)         | 7      | 3      | [4]    |  |  |        | C Garcia (FRA) · D Parry (FRA)        | 7      | 3                                | [8]    |   |      |        |                                   |        |                                  |        |   |  |         |         |         |         |         |  |
|  |        | C Garcia (FRA) · D Parry (FRA)        | 62     | 6      | [10]   |  |  |        |                                       |        |                                  |        |   |      | 3      | S Errani (ITA) · J Paolini (ITA)  | 6      | 6                                |        |   |  |         |         |         |         |         |  |
|  |        | K Boulter (GBR) · H Watson (GBR)      | 6      | 6      |        |  |  |        |                                       |        | K Boulter (GBR) · H Watson (GBR) | 3      | 1 |      |        |                                   |        |                                  |        |   |  |         |         |         |         |         |  |
|  | PR     | A Kerber (GER) · L Siegemund (GER)    | 2      | 3      |        |  |  |        | K Boulter (GBR) · H Watson (GBR)      | 6      | 6                                |        |   |      |        |                                   |        |                                  |        |   |  |         |         |         |         |         |  |
|  | PR     | Y Yuan (CHN) · S Zhang (CHN)          | 4      | 4      |        |  |  | 6      | B Haddad Maia (BRA) · L Stefani (BRA) | 3      | 4                                |        |   |      |        |                                   |        |                                  |        |   |  |         |         |         |         |         |  |
|  | 6      | B Haddad Maia (BRA) · L Stefani (BRA) | 6      | 6      |        |  |  |        |                                       |        |                                  |        |   |      |        |                                   |        |                                  |        |   |  |         |         |         |         |         |  |

### Nửa dưới
|  | Vòng 1 | Vòng 1                                  | Vòng 1 | Vòng 1 | Vòng 1 |  |  | Vòng 2 | Vòng 2                                 | Vòng 2 | Vòng 2                                 | Vòng 2 |   |      | Tứ kết | Tứ kết                                 | Tứ kết | Tứ kết                              | Tứ kết |   |  | Bán kết | Bán kết | Bán kết | Bán kết | Bán kết |  |
|  |        |                                         |        |        |        |  |  |        |                                        |        |                                        |        |   |      |        |                                        |        |                                     |        |   |  |         |         |         |         |         |  |
|  | 8      | C Bucșa (ESP) · S Sorribes Tormo (ESP)  | 6      | 6      |        |  |  |        |                                        |        |                                        |        |   |      |        |                                        |        |                                     |        |   |  |         |         |         |         |         |  |
|  |        | L Bronzetti (ITA) · E Cocciaretto (ITA) | 1      | 2      |        |  |  | 8      | C Bucșa (ESP) · S Sorribes Tormo (ESP) | 6      | 6                                      |        |   |      |        |                                        |        |                                     |        |   |  |         |         |         |         |         |  |
|  |        | ML Carlé (ARG) · N Podoroska (ARG)      | 6      | 6      |        |  |  |        | ML Carlé (ARG) · N Podoroska (ARG)     | 3      | 4                                      |        |   |      |        |                                        |        |                                     |        |   |  |         |         |         |         |         |  |
|  |        | T Korpatsch (GER) · T Maria (GER)       | 3      | 0      |        |  |  |        |                                        |        |                                        |        |   |      | 8      | C Bucșa (ESP) · S Sorribes Tormo (ESP) | 6      | 2                                   | [12]   |   |  |         |         |         |         |         |  |
|  |        | L Kichenok (UKR) · N Kichenok (UKR)     | 6      | 6      |        |  |  |        |                                        |        | L Kichenok (UKR) · N Kichenok (UKR)    | 3      | 6 | [10] |        |                                        |        |                                     |        |   |  |         |         |         |         |         |  |
|  | PR     | Xin Wang (CHN) · S Zheng (CHN)          | 1      | 4      |        |  |  |        | L Kichenok (UKR) · N Kichenok (UKR)    | 3      | 6                                      | [10]   |   |      |        |                                        |        |                                     |        |   |  |         |         |         |         |         |  |
|  |        | D Papamichail (GRE) · M Sakkari (GRE)   | 1      | 3      |        |  |  | 4      | D Collins (USA) · D Krawczyk (USA)     | 6      | 4                                      | [7]    |   |      |        |                                        |        |                                     |        |   |  |         |         |         |         |         |  |
|  | 4      | D Collins (USA) · D Krawczyk (USA)      | 6      | 6      |        |  |  |        |                                        |        |                                        |        |   |      | 8      | C Bucșa (ESP) · S Sorribes Tormo (ESP) | 1      | 2                                   |        |   |  |         |         |         |         |         |  |
|  | 5      | G Dabrowski (CAN) · L Fernandez (CAN)   | 6      | 7      |        |  |  |        |                                        |        |                                        |        |   |      |        |                                        |        | M Andreeva (AIN) · D Shnaider (AIN) | 6      | 6 |  |         |         |         |         |         |  |
|  |        | C Burel (FRA) · V Gracheva (FRA)        | 1      | 5      |        |  |  | 5      | G Dabrowski (CAN) · L Fernandez (CAN)  | 4      | 0                                      |        |   |      |        |                                        |        |                                     |        |   |  |         |         |         |         |         |  |
|  |        | M Andreeva (AIN) · D Shnaider (AIN)     | 6      | 2      | [10]   |  |  |        | M Andreeva (AIN) · D Shnaider (AIN)    | 6      | 6                                      |        |   |      |        |                                        |        |                                     |        |   |  |         |         |         |         |         |  |
|  | PR     | O Gadecki (AUS) · A Tomljanović (AUS)   | 3      | 6      | [6]    |  |  |        |                                        |        |                                        |        |   |      |        | M Andreeva (AIN) · D Shnaider (AIN)    | 6      | 7                                   |        |   |  |         |         |         |         |         |  |
|  |        | S Aoyama (JPN) · E Shibahara (JPN)      | 6      | 6      |        |  |  |        |                                        | 2      | B Krejčíková (CZE) · K Siniaková (CZE) | 1      | 5 |      |        |                                        |        |                                     |        |   |  |         |         |         |         |         |  |
|  |        | A Bogdan (ROU) · J Cristian (ROU)       | 2      | 3      |        |  |  |        | S Aoyama (JPN) · E Shibahara (JPN)     | 5      | 4                                      |        |   |      |        |                                        |        |                                     |        |   |  |         |         |         |         |         |  |
|  | PR     | H-c Chan (TPE) · L Chan (TPE)           | 4      | 0      |        |  |  | 2      | B Krejčíková (CZE) · K Siniaková (CZE) | 7      | 6                                      |        |   |      |        |                                        |        |                                     |        |   |  |         |         |         |         |         |  |
|  | 2      | B Krejčíková (CZE) · K Siniaková (CZE)  | 6      | 6      |        |  |  |        |                                        |        |                                        |        |   |      |        |                                        |        |                                     |        |   |  |         |         |         |         |         |  |